# Клаусхольм
Замок Клаусхольм (дат. Clausholm) — большое датское поместье, расположенное в 12 километрах к юго-востоку от Раннерса в восточной Ютландии. Является одним из лучших образцов зданий в стиле барокко.

## История
Впервые замок упоминается в XIV веке, когда его владелец, Лаге Овесен, был одним из руководителей восстания против Вальдемара IV. В те времена Клаусхольм был зданием, которое имело четыре крыла и было окружено рвом. Когда в 1690-х годах имение приобрел первый датский великий канцлер Конрад фон Ревентлов, оно было в крайне запущенном состоянии. Поэтому Ревентлов поручил восстановление замка архитектору Эрнсту Бранденбургеру.
Замок был спланирован таким образом, что великий канцлер мог жить на первом этаже, а второй этаж, который имел более высокий декоративный потолок, был предназначен для высоких королевских гостей. И замок, и парк является одним из лучших примеров архитектуры периода барокко.
Замок приобрел славу благодаря дочери великого канцлера, Анне Софии, когда её похитил влюбленный король Фредерик IV. Анна София стала королевой в 1721 году, впрочем, когда король умер в 1730 году, она вернулась в Клаусхольм вместе со своим двором.
В замковой часовне, украшенной Анной Софией, находится один из старейших органов Дании, построенный около 1700 года братьями Ботцен из Копенгагена.

## Реставрация
Поскольку замок не имел водопровода и электричества, в течение многих лет он использовался только летом. Но в 1964 году новые владельцы, Генрик и Рут Бернер провели модернизацию, в результате чего замок вернулся к жизни.
Реставрационные работы продолжались в течение значительного периода, большое внимание уделялось сохранению исторических зданий, практически не менялись с 1730-х годов. Усилия получили вознаграждение в 1994 году, когда королева Маргрете II присудила премию Europa Nostra за значительные усилия в сохранении культурного наследия.

## Парк и земли
Большой парк в стиле барокко с его фонтанами и аллеями были разбиты в XVIII веке. В 2009 году при поддержке фонда Realdania парк был полностью обновлен.
На 900 гектарах земли размещаются имения Шильдензее, Софи-Амалиегард, Софиенлунд и Еструпгард.